# مدینه مادی

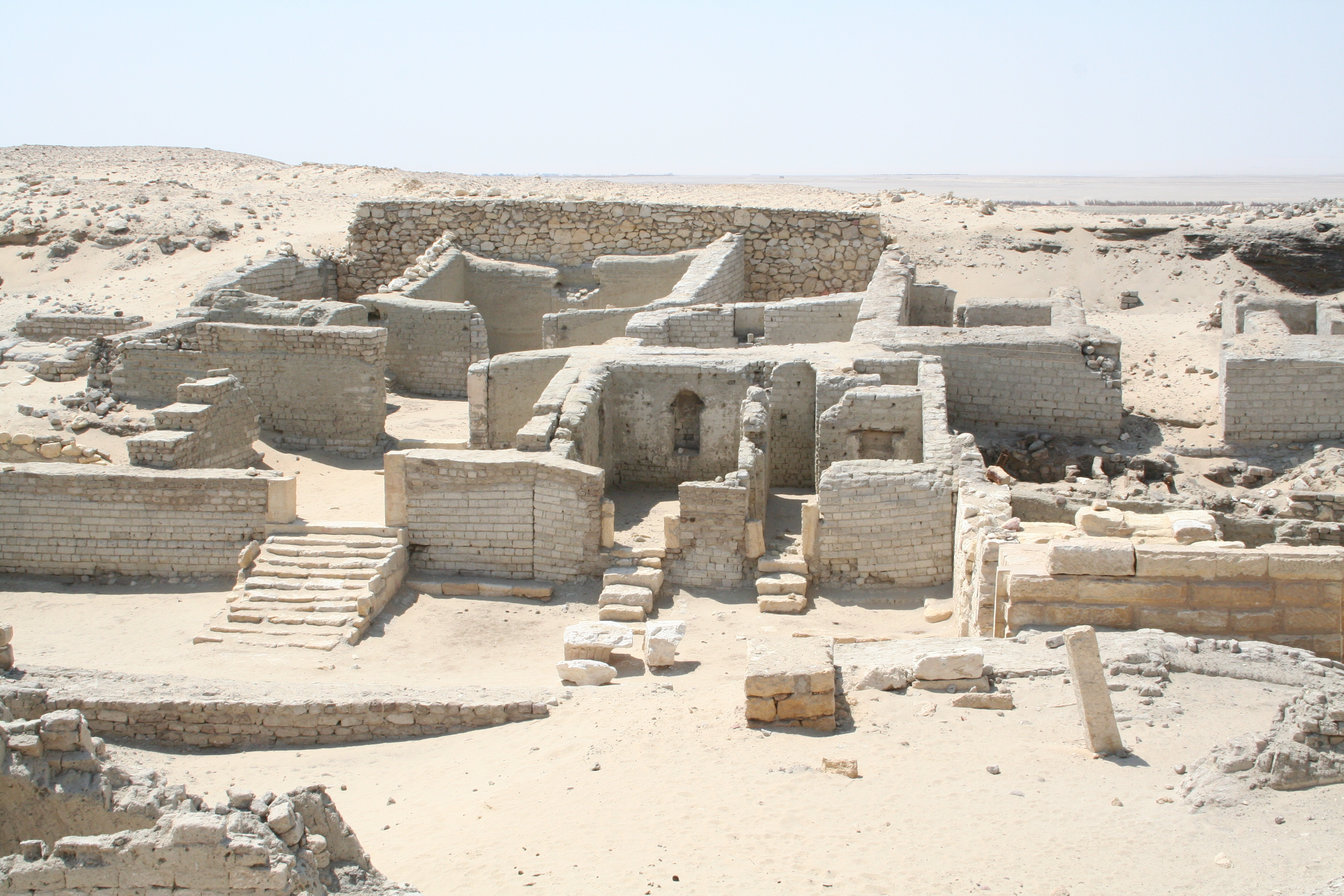
ویرانه‌های مدینه مادی

مدینه مادی شهرکی در جنوب غربی مصر در فیوم در دوران فرمانروایی آمنمهات سوم و آمنمهات چهارم (۱۸۵۳ تا ۱۷۹۷ پ. م.) بوده است. معبدی برای خدای مارشکل رننوتت در این شهر وجود داشته. این منطقه در دوره هلنی بازسازی و دوباره آباد شد.

## معبد
بخش‌های درونی معبد از سنگ ماسه ساخته شده‌اند با ستون‌هایی باریک که به اندرونی اصلی می‌رسد. این مکان سه نیایشگاه به همراه تندیس شمار زیادی از ایزدان را در خود دارد. در وسط تندیس بزرگی به اندازه بدن انسان از خدای رننوتت به همراه تندیس آمنمهات سوم و آمنمهات چهارم در دو طرفش قرار دارند. باور بر این است که سالم ماندن عجیب و غیرعادی این مکان، که توسط تیمی از دانشگاه میلان در دهه ۱۹۳۰ کاوش یافت، به دلیل دور بودن و انزوای موقعیتی نسبی آن بوده است.

## نگارخانه

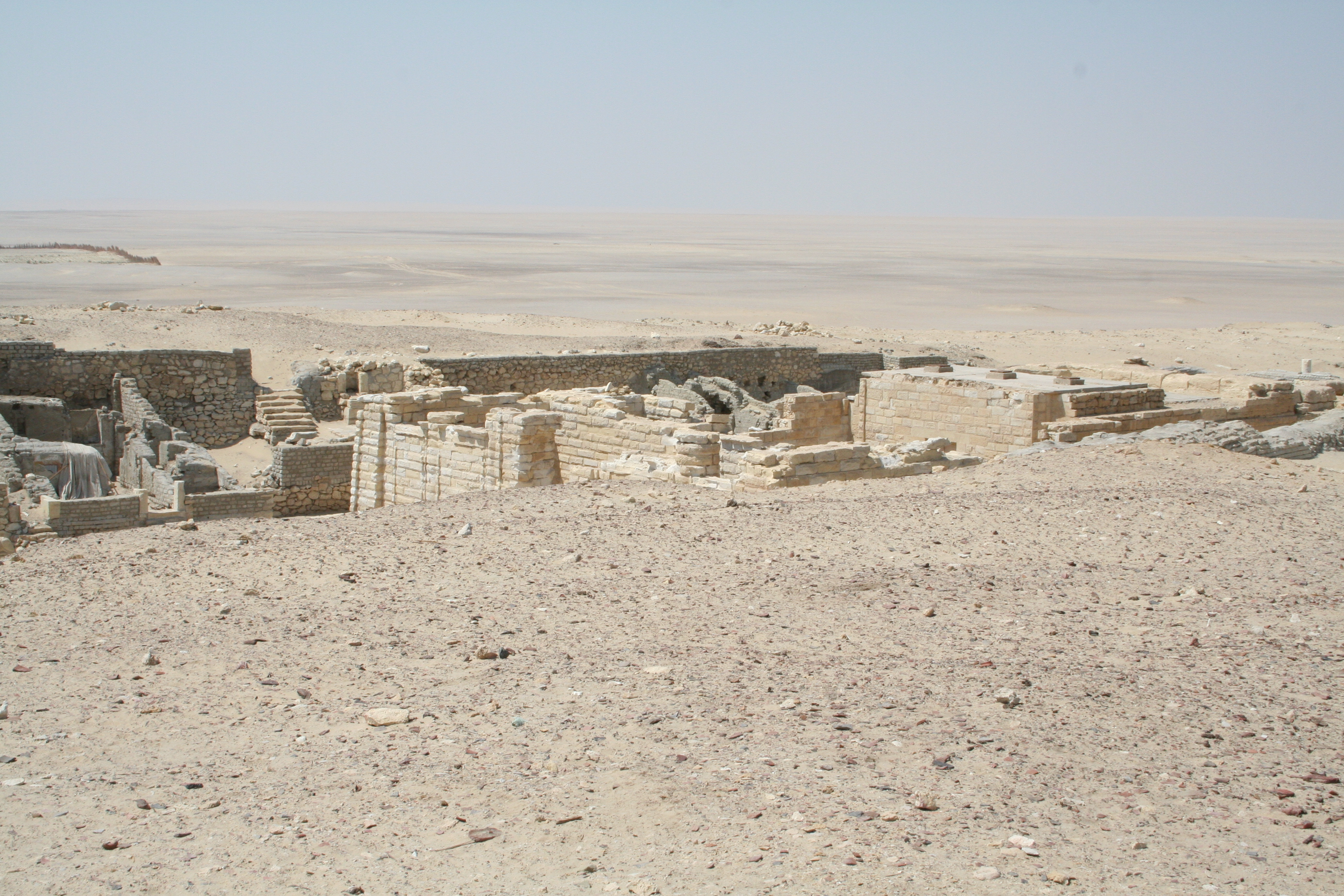
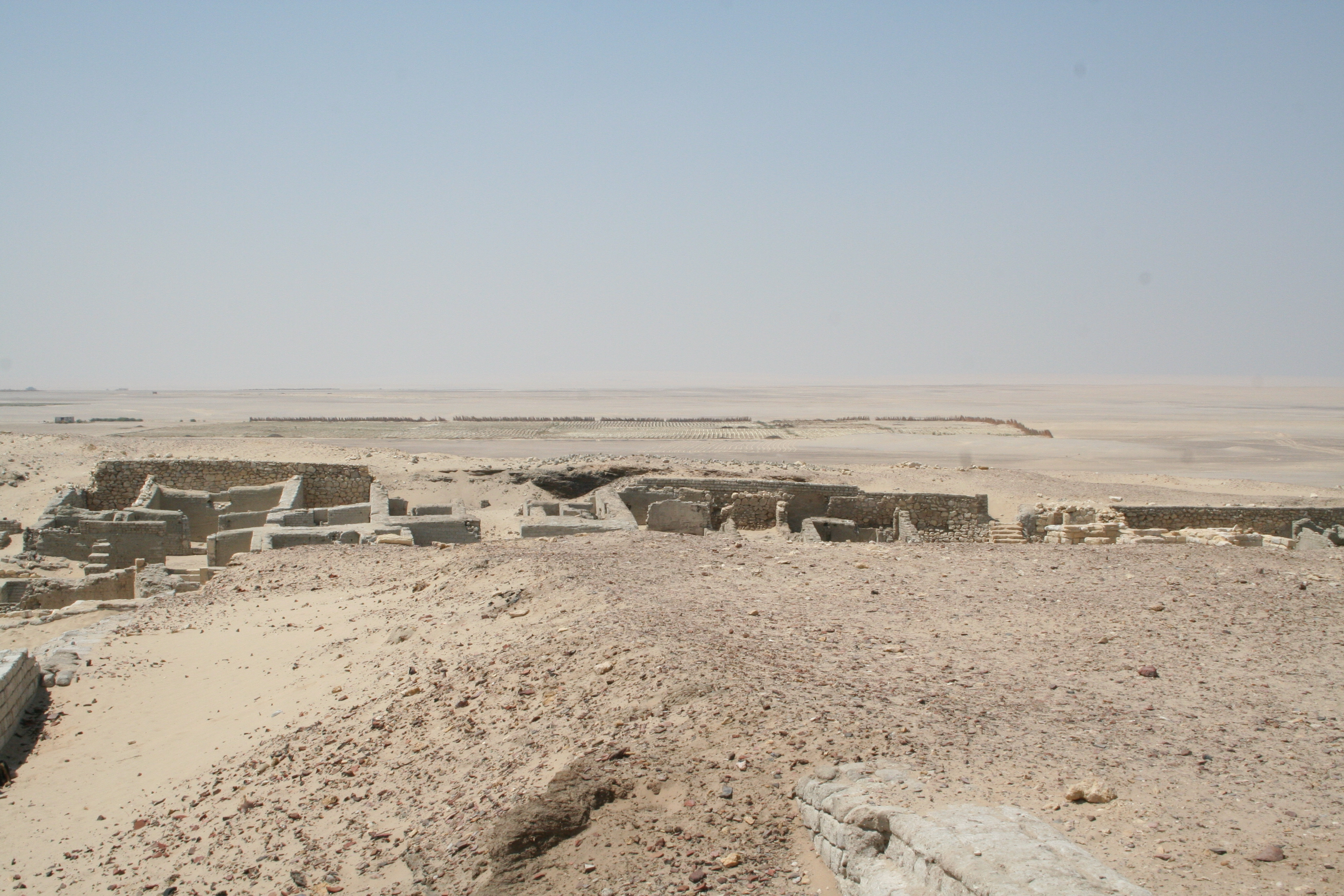
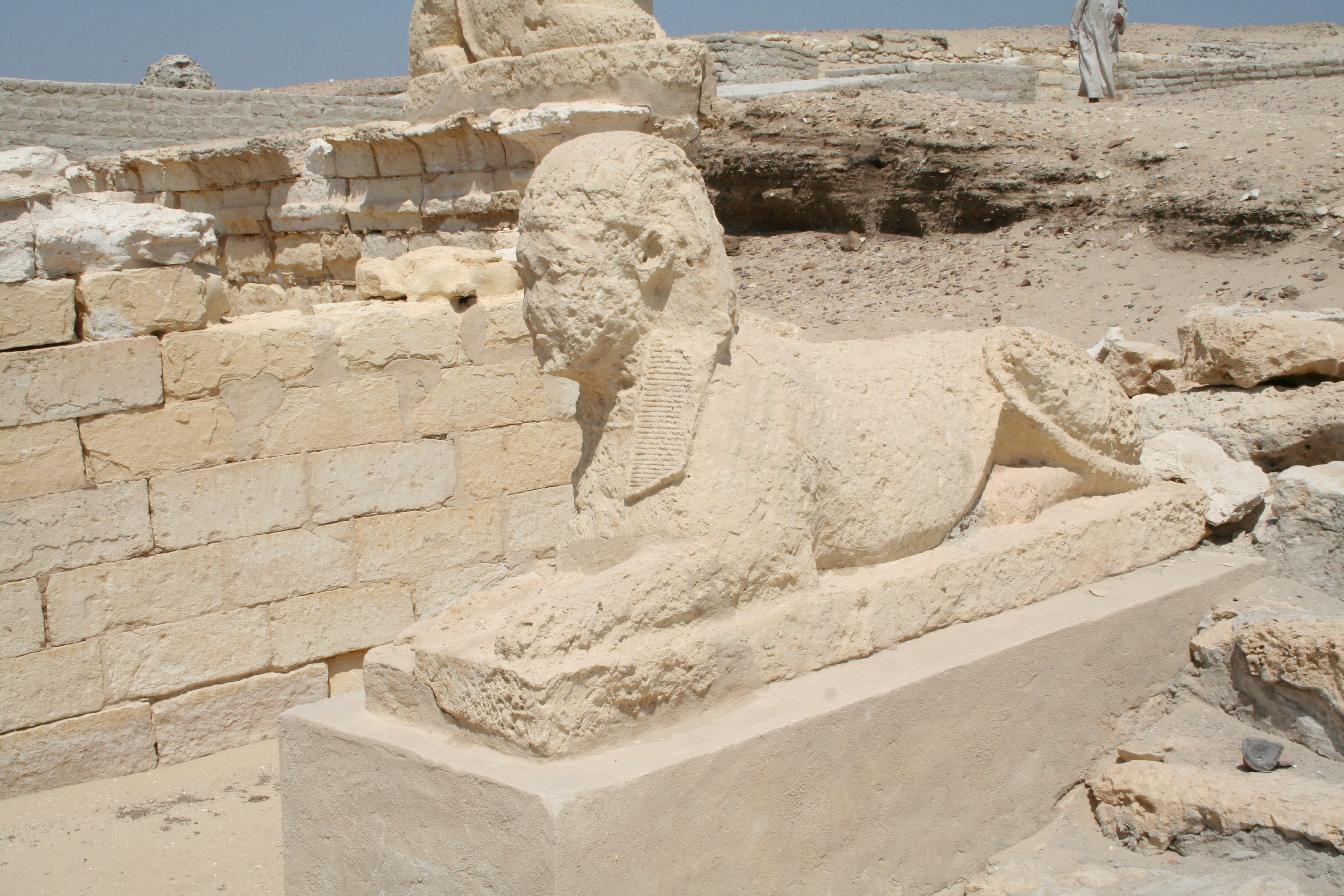
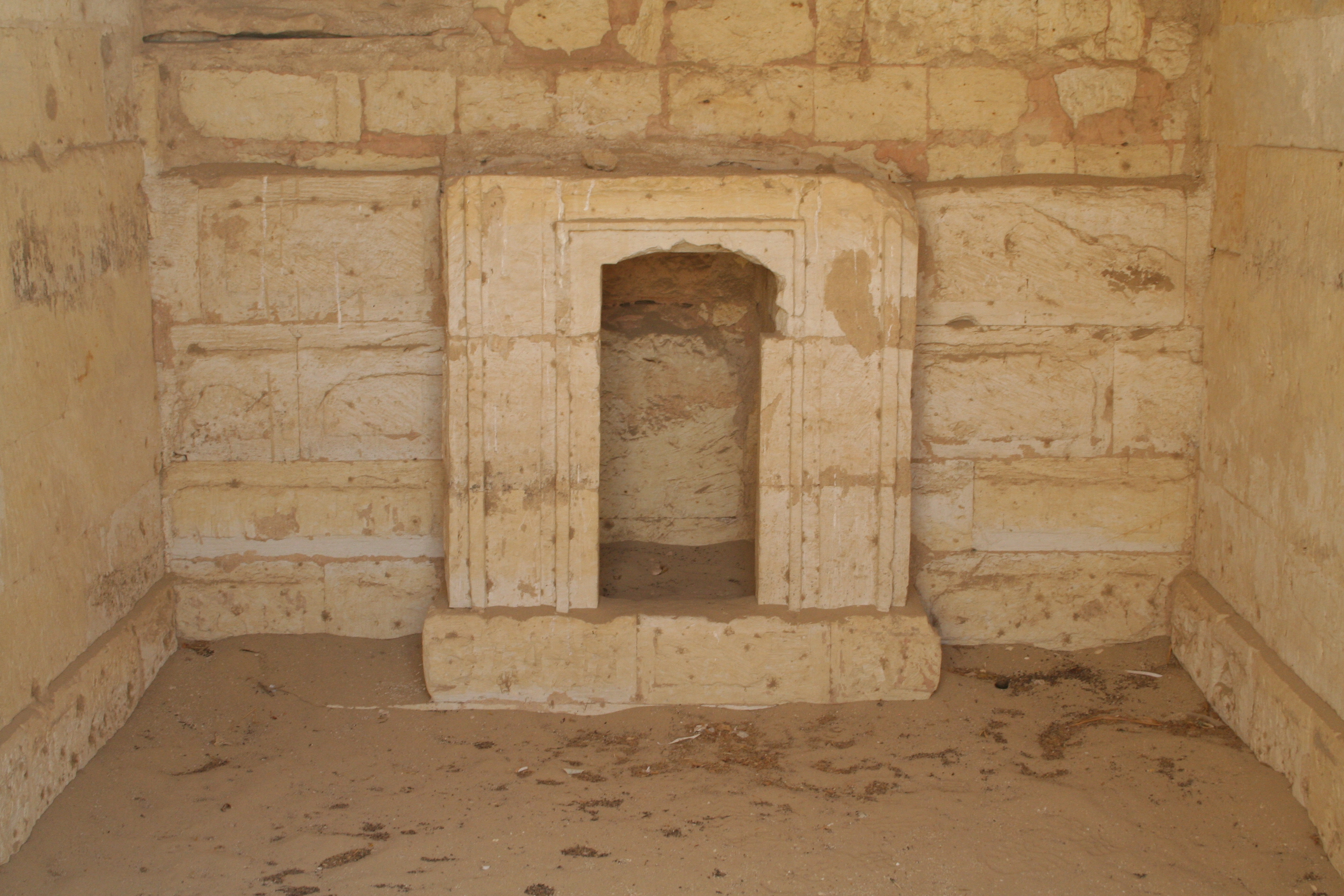
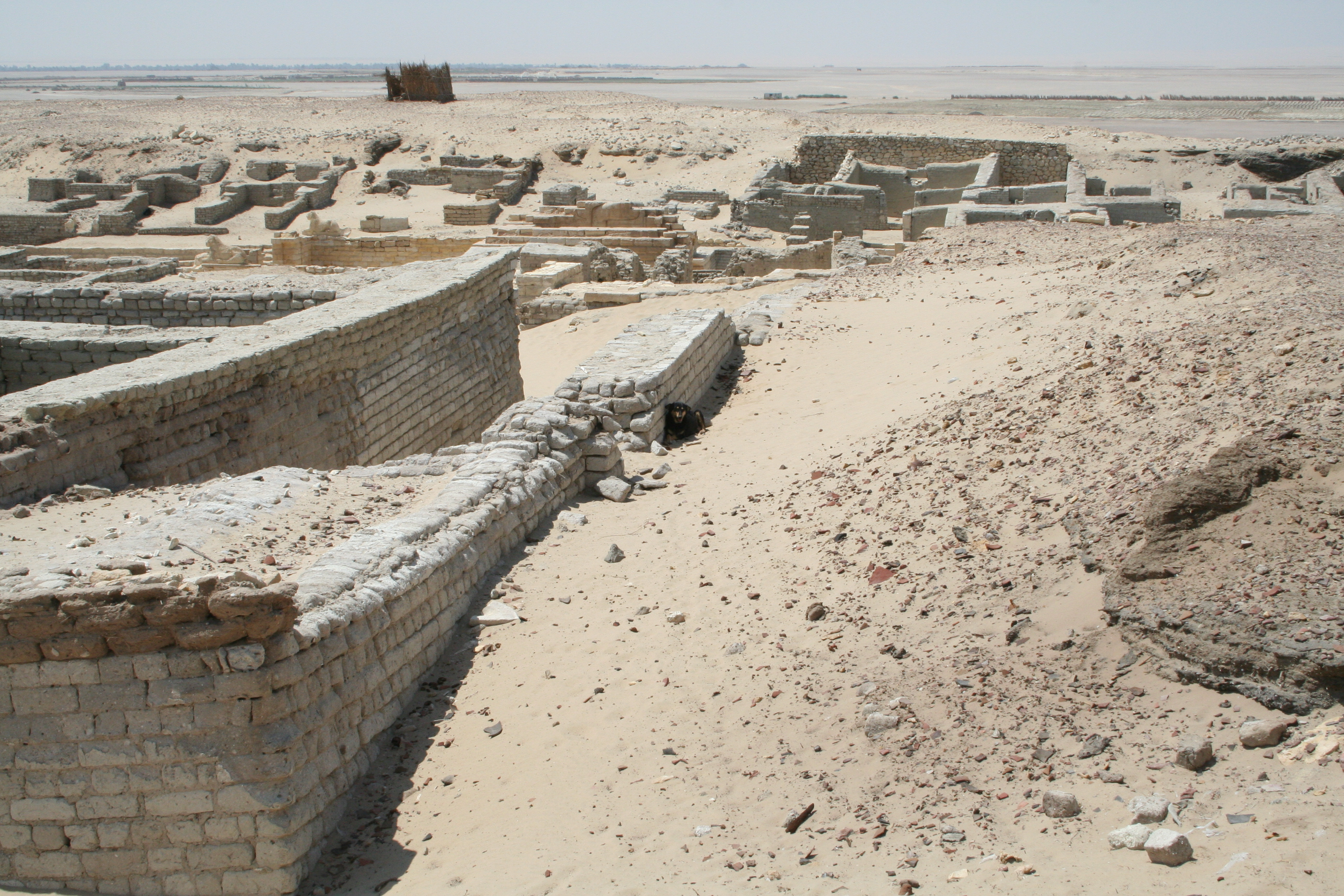
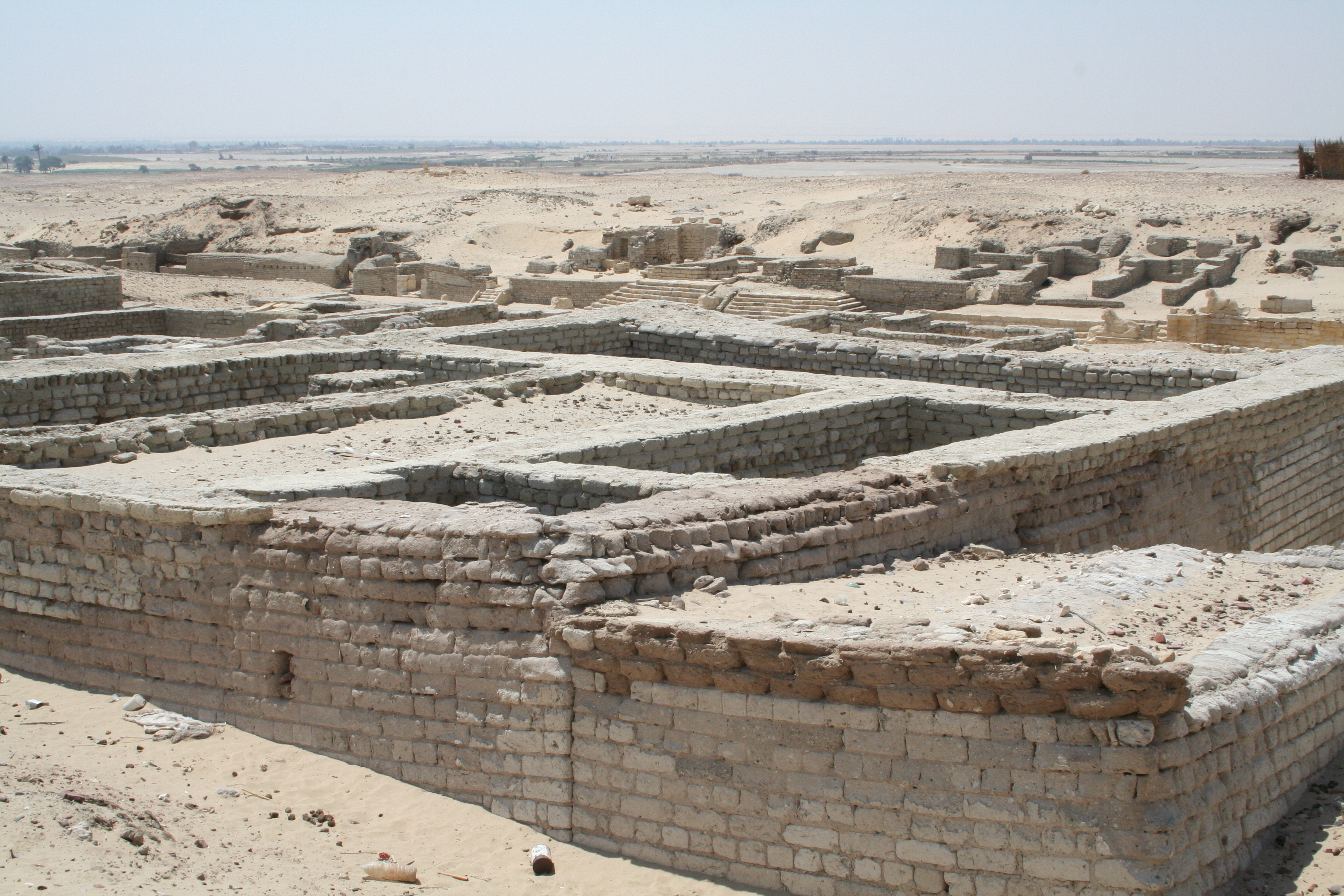
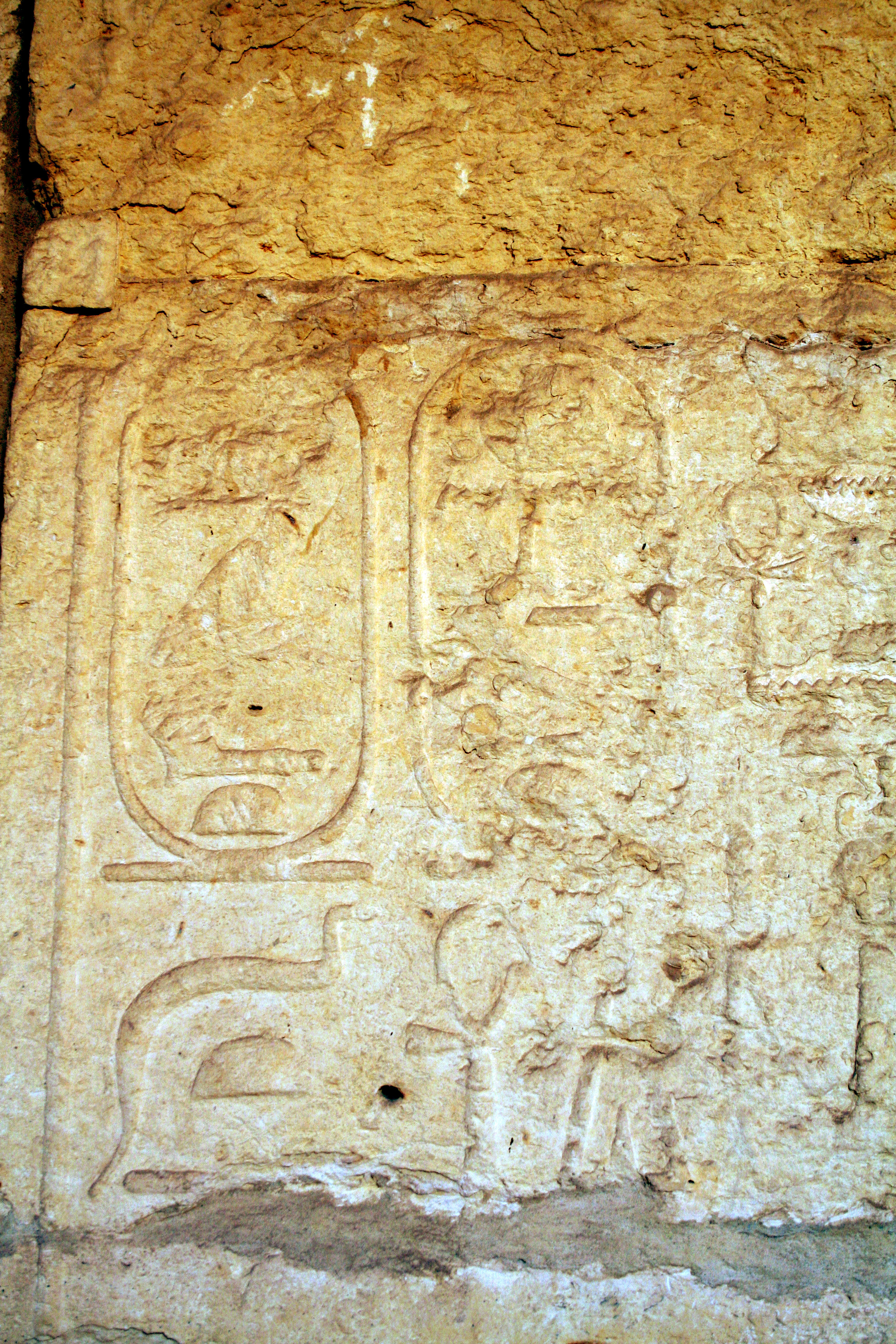
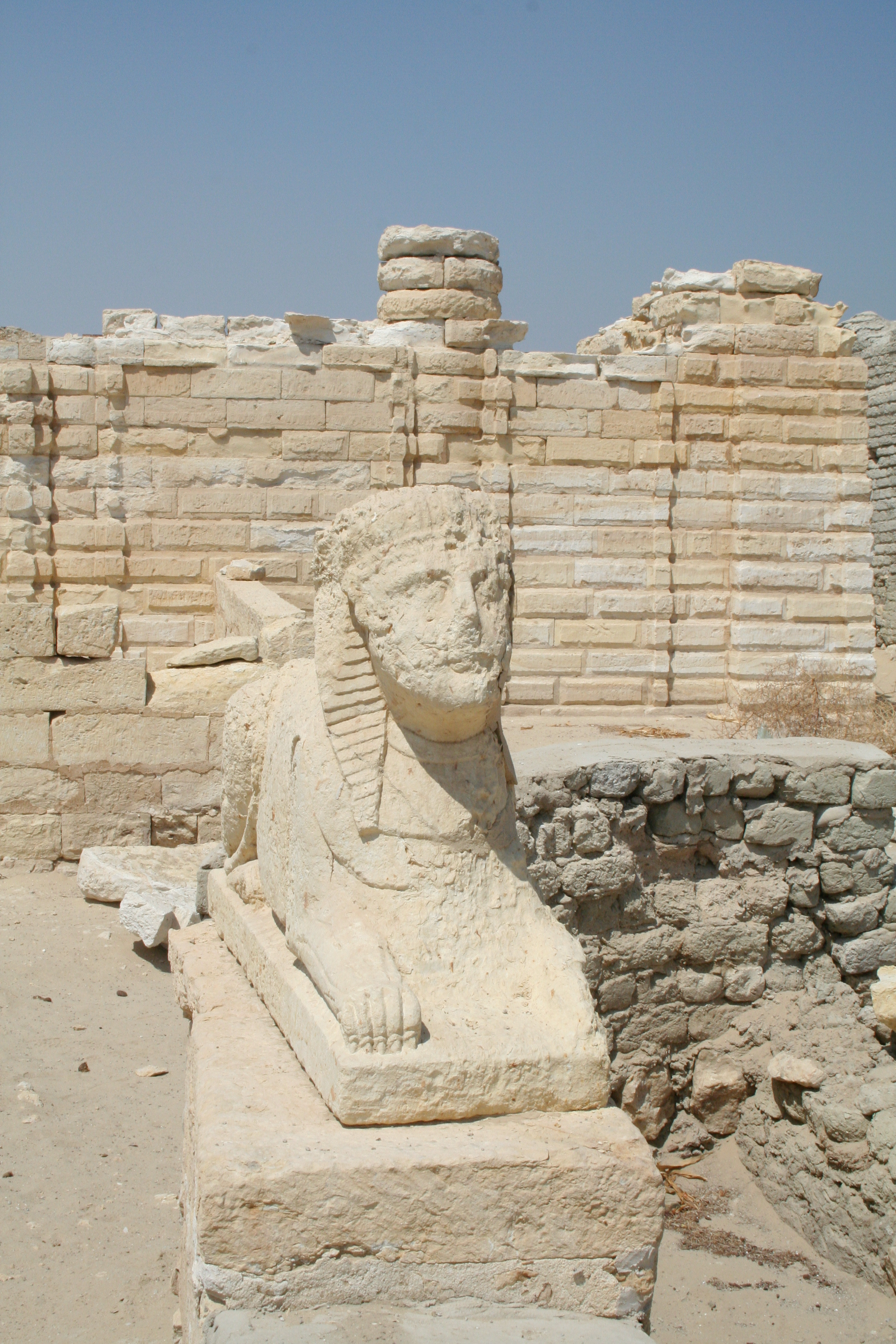
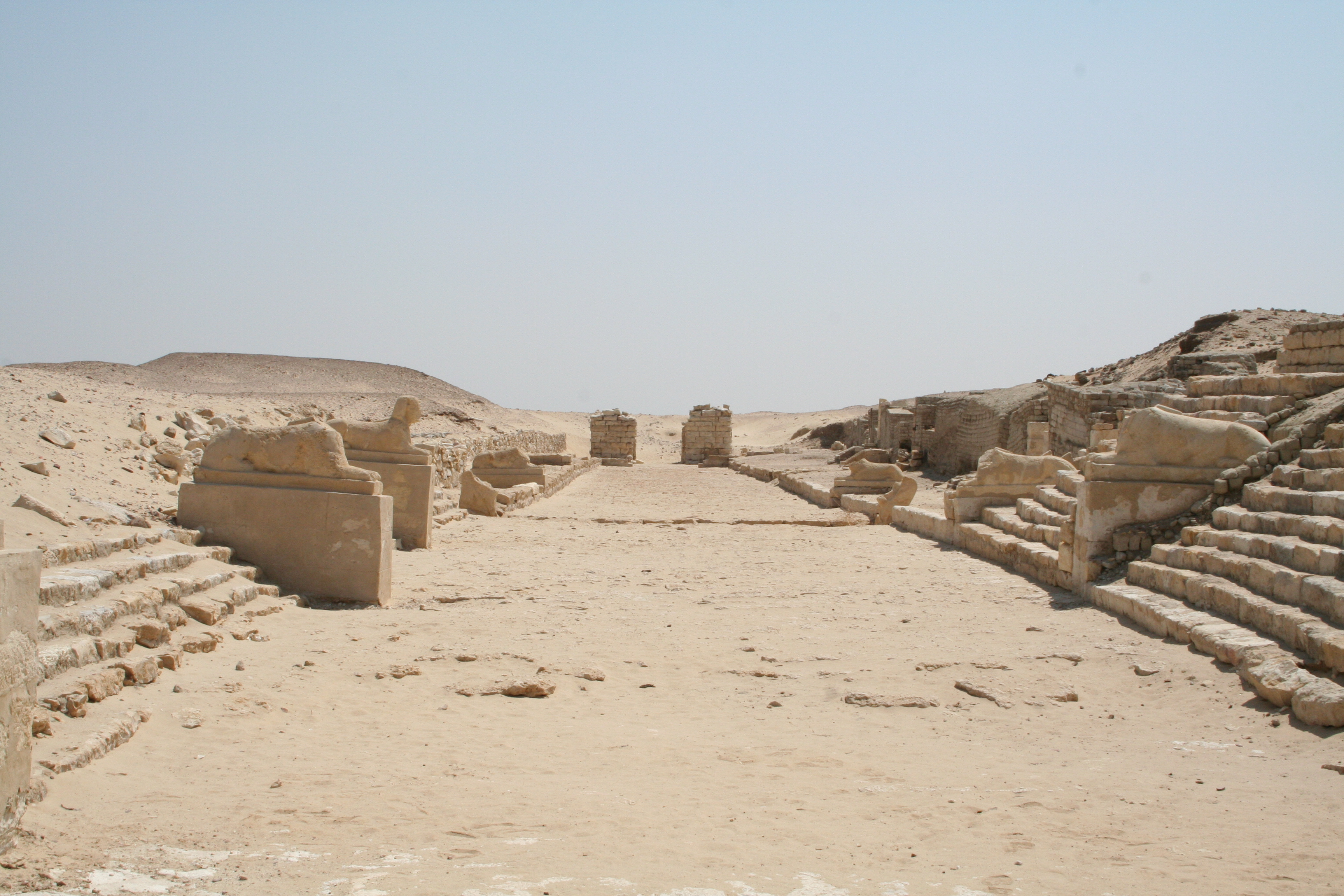
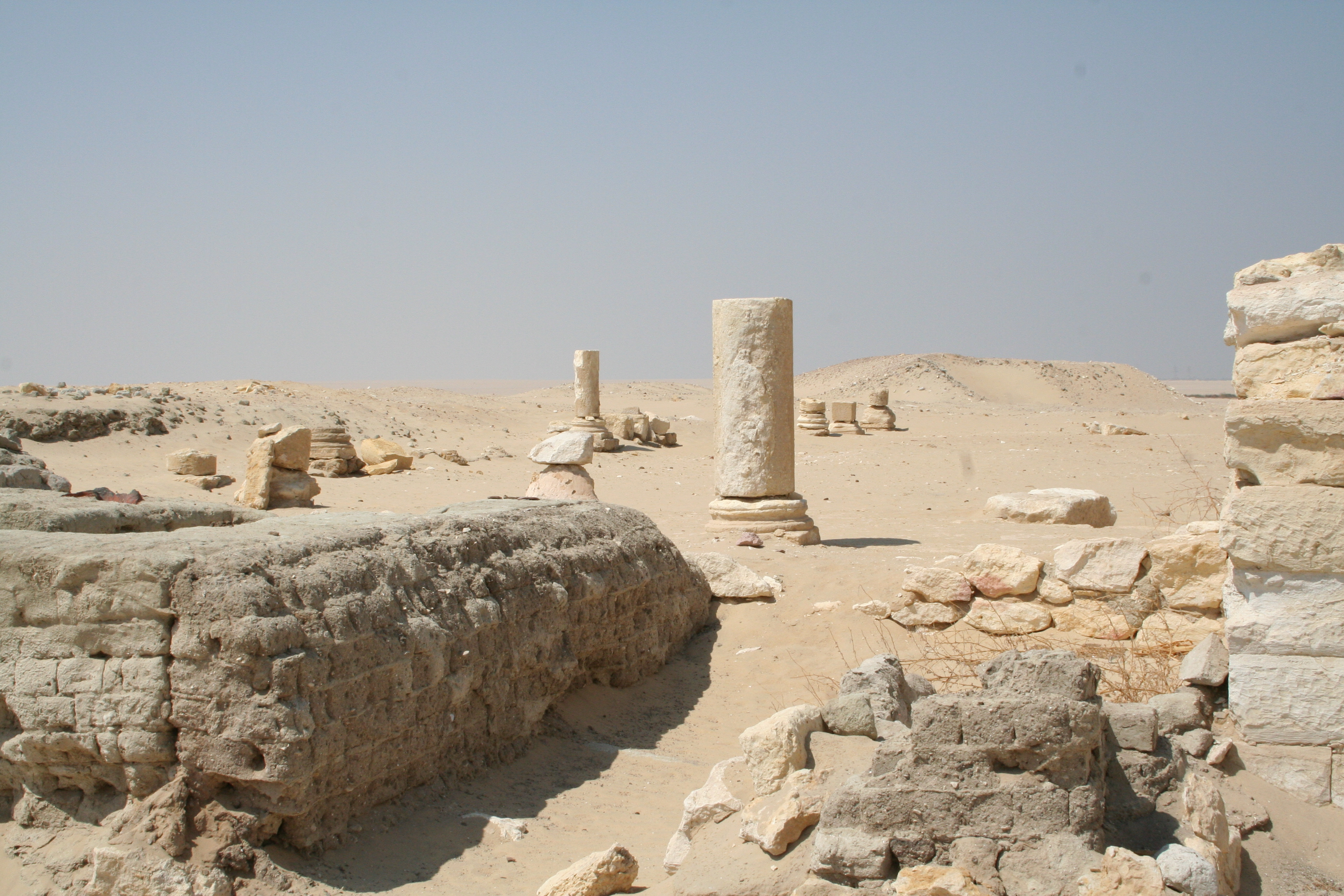
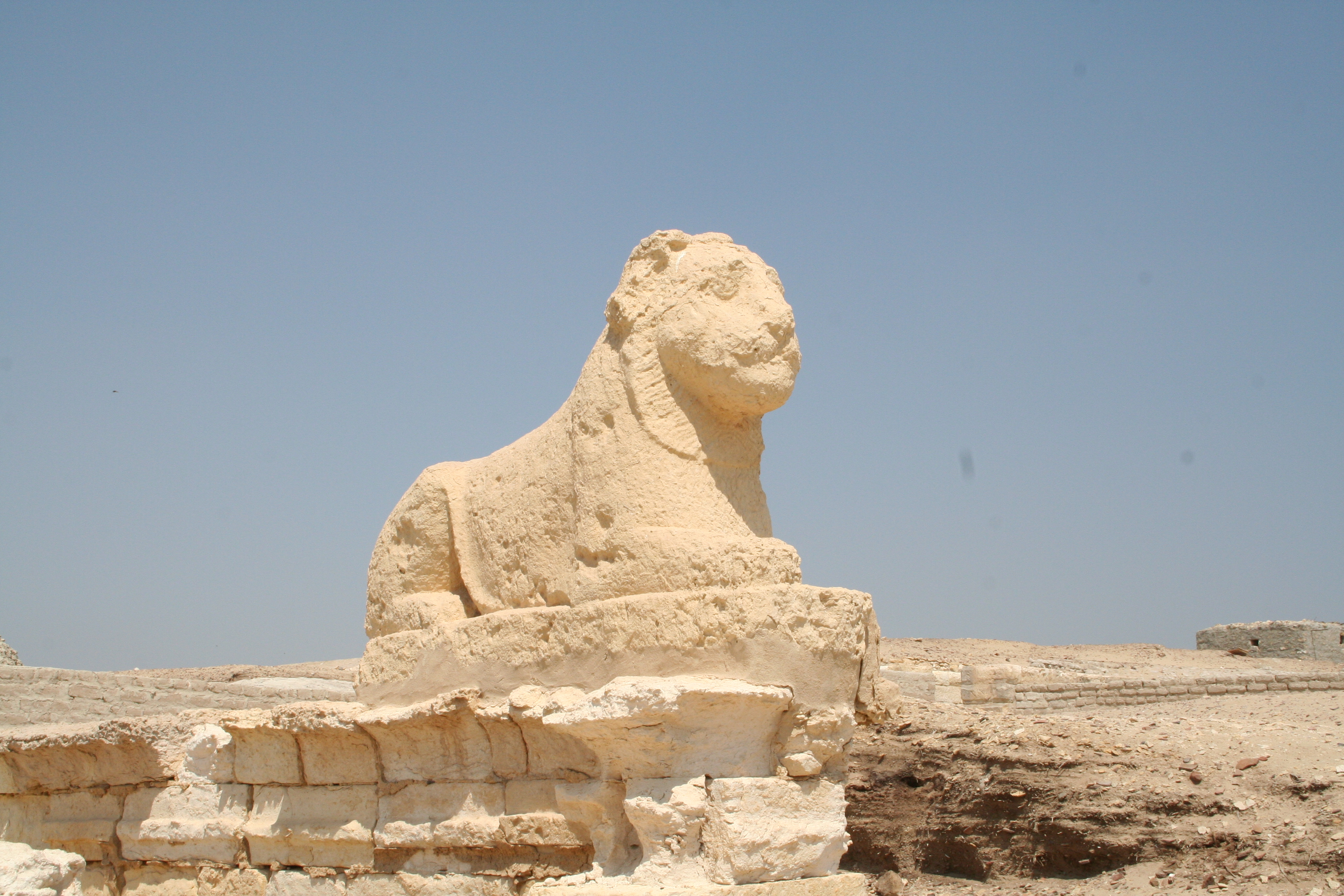
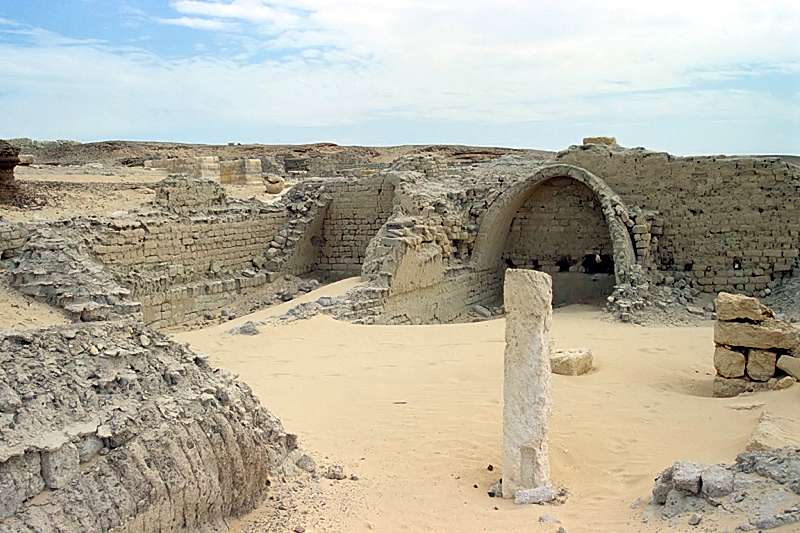
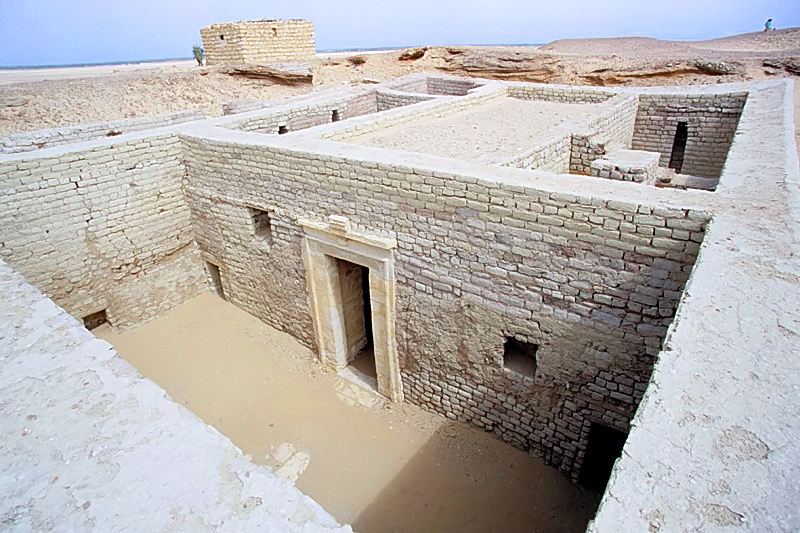
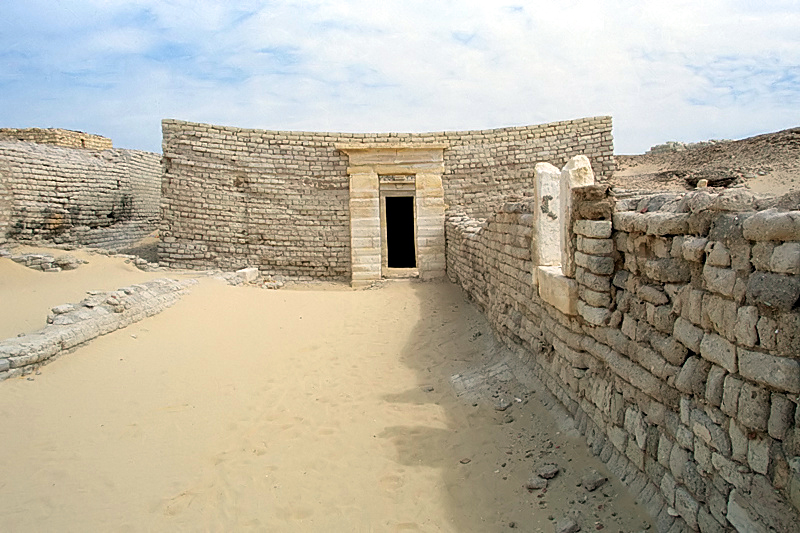
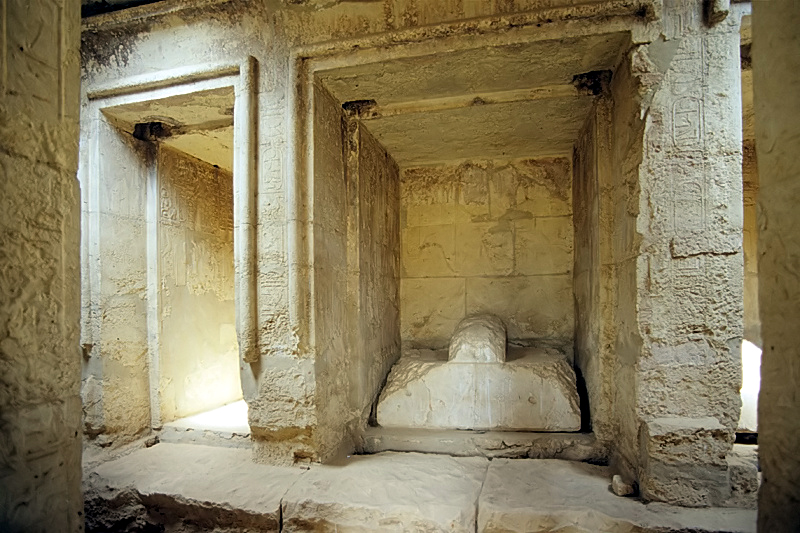
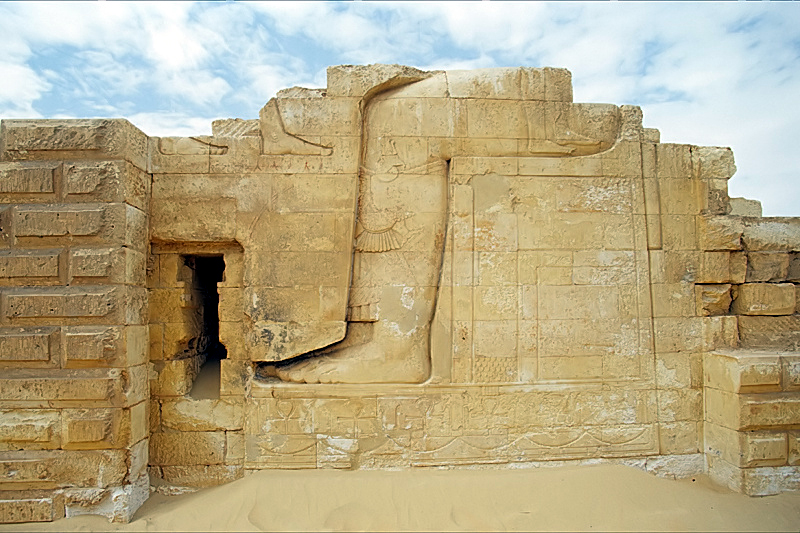
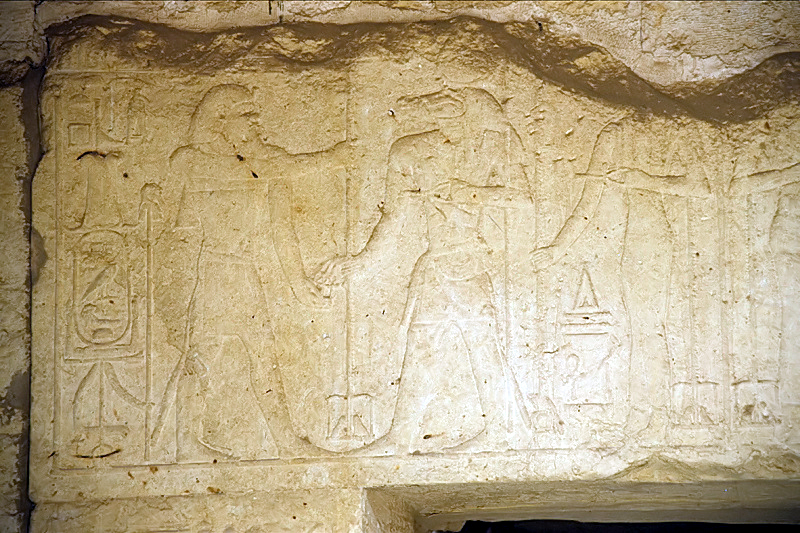
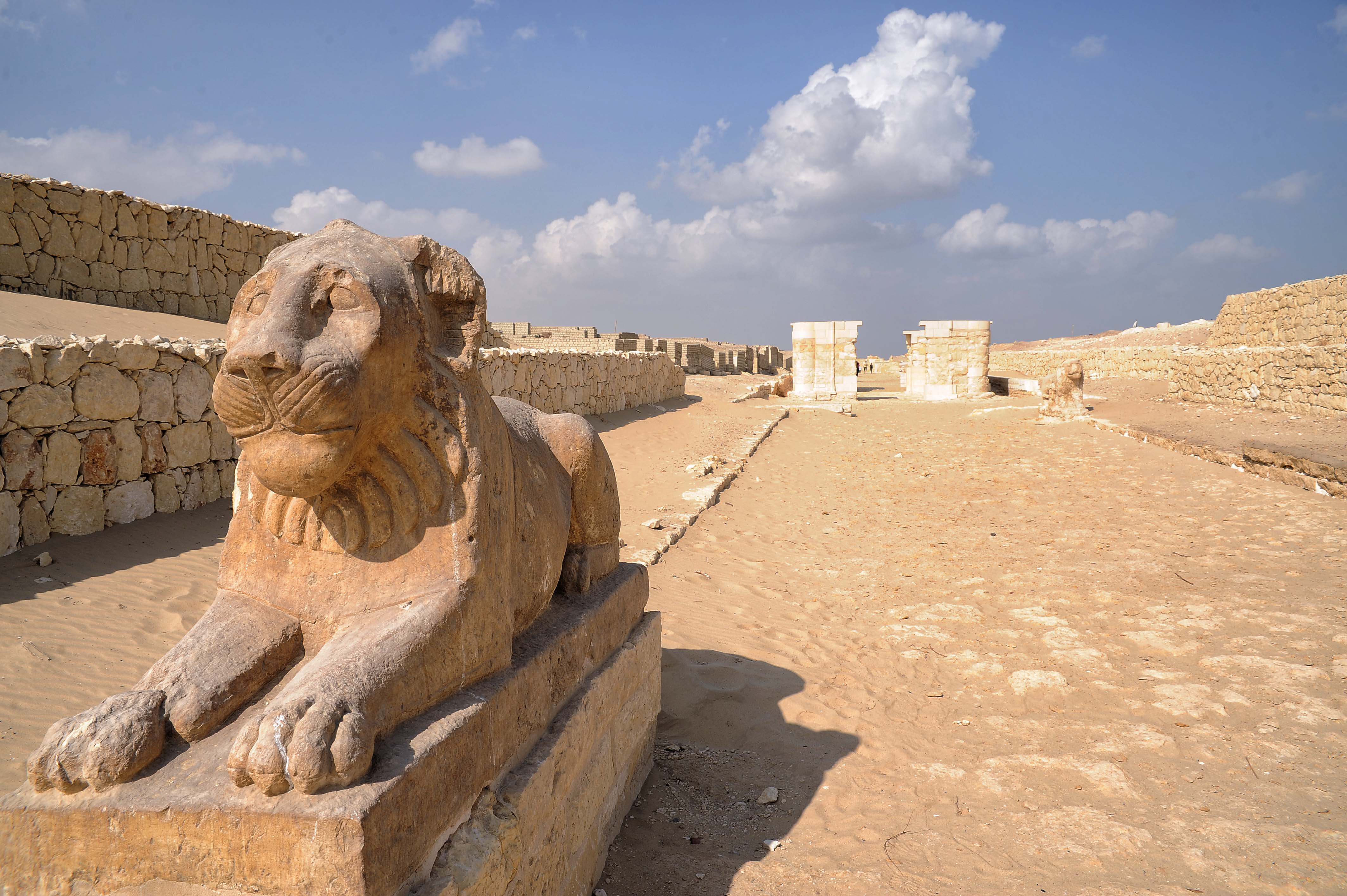
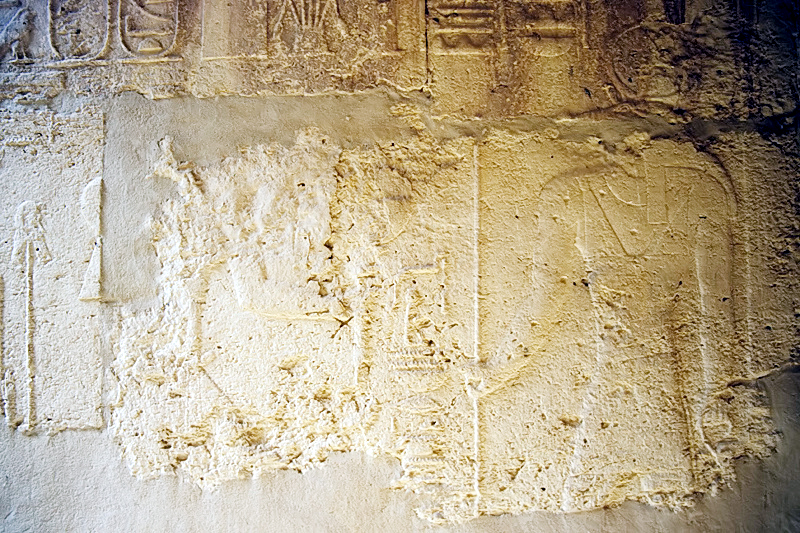
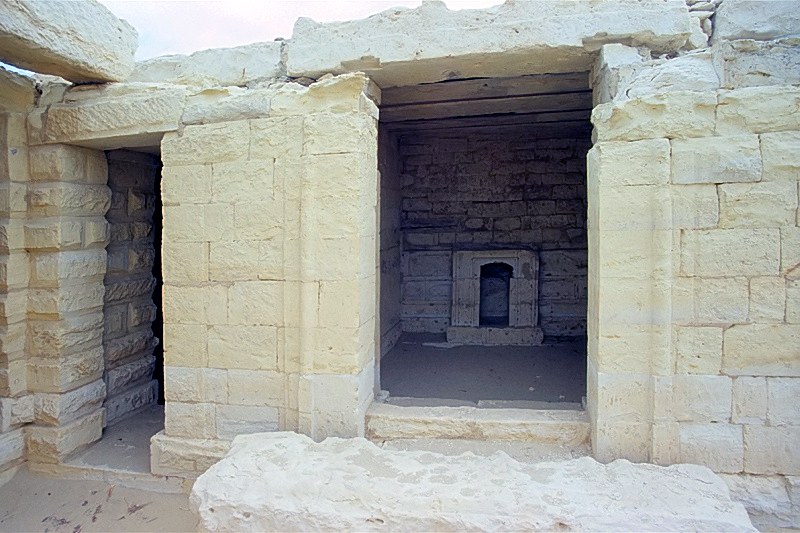
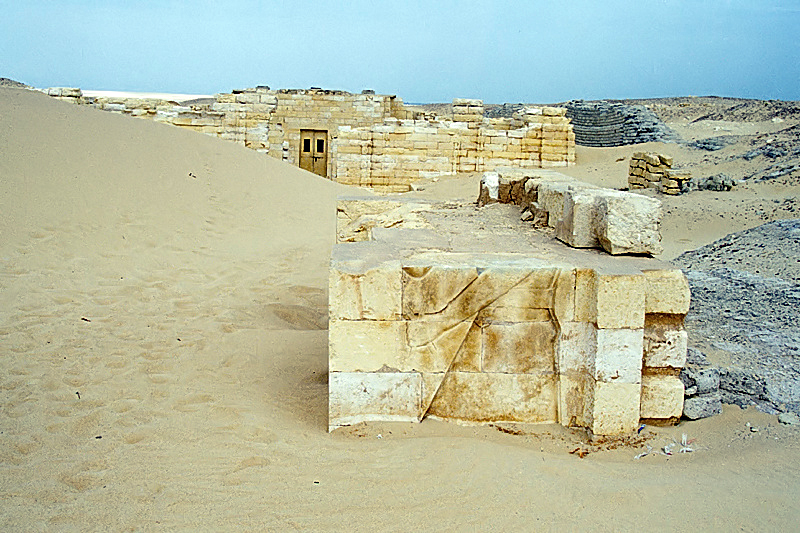